# Hairbreadth Harry
 (octobre 2020).
Hairbreadth Harry est une série de bande dessinée humoristique de l'Américain C. W. Kahles lancée dans le quotidien Philadelphia Press (en) le 21 octobre 1906 et diffusée par le syndicate du Public Ledger jusqu'au 17 janvier 1940. Au décès de Kahles en 1931, F. O. Alexander (en) lui a succédé, lui-même étant remplacé par Joe Bowers et Jimmy Thompson en 1939-1940.
Harold Hollingsworth, dit Hairbreadth Harry (« Harry de justesse ! ») est un homme dynamique qui passe son temps à défendre de nobles causes en évitant d'extrême justesse les catastrophes. Une de ses aventures récurrentes consiste à secourir la belle Belinda Blinks des griffes de Relentless Rudolph Ruddigore Rassendale, deux personnages introduits en 1907 dans la série. Une fois ces personnages bien installés, Kahles a innové en étant l'un des premiers à faire suivre son histoire d'une semaine sur l'autre en utilisant systématiquement le suspense de fin de page.
Ses aventures, fort populaires à l'époque, ont fait l'objet de multiples adaptations cinématographiques. Quoique influente à son époque, la série est cependant aujourd'hui oubliée.